# Gamal Ghitani
Gamāl Aḥmad al-Ghīṭānī (in arabo جمال أحمد الغيطاني‎?; Guhayna, 9 maggio 1945 – Il Cairo, 18 ottobre 2015) è stato uno scrittore, giornalista e opinionista egiziano, autore di romanzi storici; collaborava con il quotidiano أخبار الأدب (Akhbār al-adab, "Notizie di letteratura") per il quale scriveva soprattutto di letteratura e politica.
(Gamal Ghitani)

## Biografia
Gamal Ahmed al-Ghitani nasce da povera famiglia nella piccola città di Juhayna, nel Governatorato di Sohag, nel centro dell'Egitto. Si trasferisce da bambino al Cairo, dove giovanissimo inizia a scrivere i primi racconti, di cui solo quattordici saranno poi pubblicati. Completa gli studi nel 1962 e inizia a pubblicare articoli su alcuni giornali come opinionista.
Avendo criticato in un articolo il Regime di Nasser, Presidente dell'Egitto dal 1956 al 1970, è costretto in prigione dall'ottobre del 1966 al marzo del 1967. Nel 1969 diviene giornalista per il quotidiano Akhbār al-yawm (أخبار اليوم, Notizie del giorno), del quale è redattore capo dal 1993.
Attualmente è anche membro del consiglio scientifico della Fondazione Mediterraneo, un'organizzazione che cerca di favorire il dialogo tra le società e le culture dei paesi che circondano il Mar Mediterraneo.
Ha partecipato alla fondazione del Partito dei Liberi Egiziani: una formazione laica liberale presentatasi senza grande successo alle elezioni legislative del novembre 2011.

## Opera, pensiero e riconoscimenti

### Opera e pensiero
Dopo essere diventato giornalista, Ghitani ha iniziato a scrivere prima racconti, poi veri e propri romanzi storici, che spesso sono ambientati al Cairo. Il suo contributo alla letteratura egiziana è considerato oggi importantissimo ed è anche uno degli autori di lingua araba più conosciuti e apprezzati, in patria e all'estero.
Nei suoi articoli ha spesso criticato la censura egiziana, considerata troppo oppressiva, specie nei suoi confronti.

### Riconoscimenti e premi
Nel 1980 ha ricevuto il Premio Nazionale Egiziano per la Letteratura e, dopo che le sue opere sono state tradotte in Francese, vari riconoscimenti e premi in Francia, tra i quali spiccano la carica di Cavaliere dell'Ordine delle Arti e delle Lettere nel 1987 e il Premio Laure Bataillon nel 2005 per il romanzo Libro delle Luminarie.

## Elenco delle opere
- Awrāq shābb ‘āsha mundhu alf ‘ām, 1969
- Ard ... Ard, 1972.
- al-Zaynī Barakāt, 1974.
- al-Hisār min thalāth jihāt, 1975.
- Hikāyāt al-gharīb, 1976.
- Waqā'i‘ hārat al-Za‘farānī, 1976.
- al-Rifā‘ī, 1977.
- Dhikr ma jara, 1978.
- Khitat al-Ghitānī, 1980.
- Kitāb al-taqaliyat, 1983-1986.
- Muntasaf layl al-ghurba, 1984.
- Ahrash al-Madina, 1985.
- Ithāf al-zamān bi-hikāyāt jalbi al-Sultān, 1985.
- Risāla min al-sabāba wa l-wajd, 1988.
- Shath al-madīna, 1990.
- Risālat al-basā'ir fī l-masā'ir, 1989.
- Thimar al-waqt,1990.
- Safar al-asfār, 1992.
- Asfār al-mushtāq, 1992.
- Hātif al-mughīb, 1992.
- Min daftar al-‘ishq wa l-ghurba, 1993.
- Naftha masdūr, 1993.
- Mutūn al-ahrām, 1994.
- Shatf al-nār, 1996.
- Hikāyāt al-mu'assasa, 1997.
- al-Zuwayl,  2006.